# Сасинівський заказник
Саси́нівський заказник — гідрологічний заказник місцевого значення в Україні. Один з об'єктів природно-заповідного фонду Полтавської області. Входить до складу території національного природного парку «Пирятинський».

## Розташування
Розташований в околицях села Сасинівка, в Лубенському районі, Полтавської області. Перебуває у віданні Сасинівської сільської ради.

## Історія
Охороняється згідно з рішенням виконавчого комітету Полтавської обласної ради народних депутатів № 74 від 17.04.1992 року. Обстежувався Н. О. Стецюк, М. В. Слюсарем (2008); І. В. Головком, Ю. В. Проценком, A.B. Подобайлом, В. А. Горобчишиним (2011).

## Мета
Заказник створено з метою збереження водно-болотних угідь в заплаві річки Перевід. Місце гніздування та перебування під час міграцій птахів біля-водного фауністичного комплексу.

## Значення
Заповідний об'єкт є стабілізатором клімату, регулятором ґрунтових вод і водного режиму річки. Виконує екологічні функції.

## Загальна характеристика
Площа 150 га. 
Основні площі зайняті лучно-болотними природними комплексами. Лучна рослинність репрезентована ценозами справжніх лук. На вологіших ділянках формуються угруповання заболочених та засолених лук. Болота поширені евтрофні високотравні та низькотравні.

## Фауна
Фауна досить різноманітна. Відмічені види тварин, занесені до Червоної книги України: сиворакша, шуліка чорний, лунь польовий, журавель сірий, кульон великий, сорокопуд сірий, видра річкова, горностай. Серед регіонально рідкісних видів трапляються: чапля велика біла, чапля біла мала, широконіска, шилохвіст, лунь лучний, боривітер звичайний, кібчик, куріпка сіра, дупель, мородунка, турухтан, вальдшнеп, веретенник великий, крячок білощокий, крячок світлокрилий, щеврик лучний, щеврик кропивний, чиж, просянка, вуж водяний, часничниця звичайна, тритон гребінчастий.

## Флора
Флора нараховує близько 400 видів рослин, серед яких сальвінія плаваюча, занесена до Червоної книги України, а її угруповання до Зеленої книги України. Відмічені регіонально рідкісні види: валеріана висока, оман високий, родовик лікарський.

## Галерея

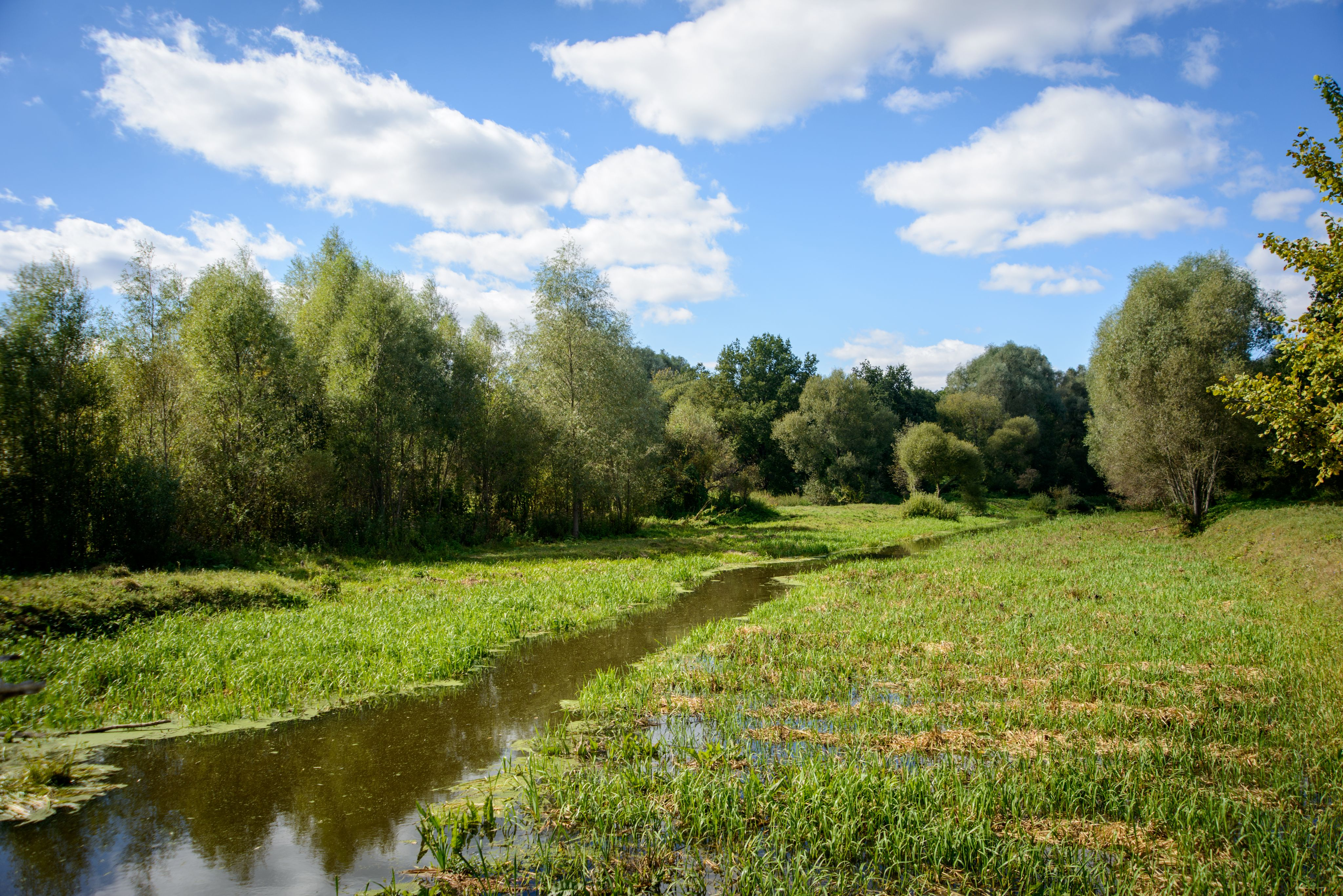
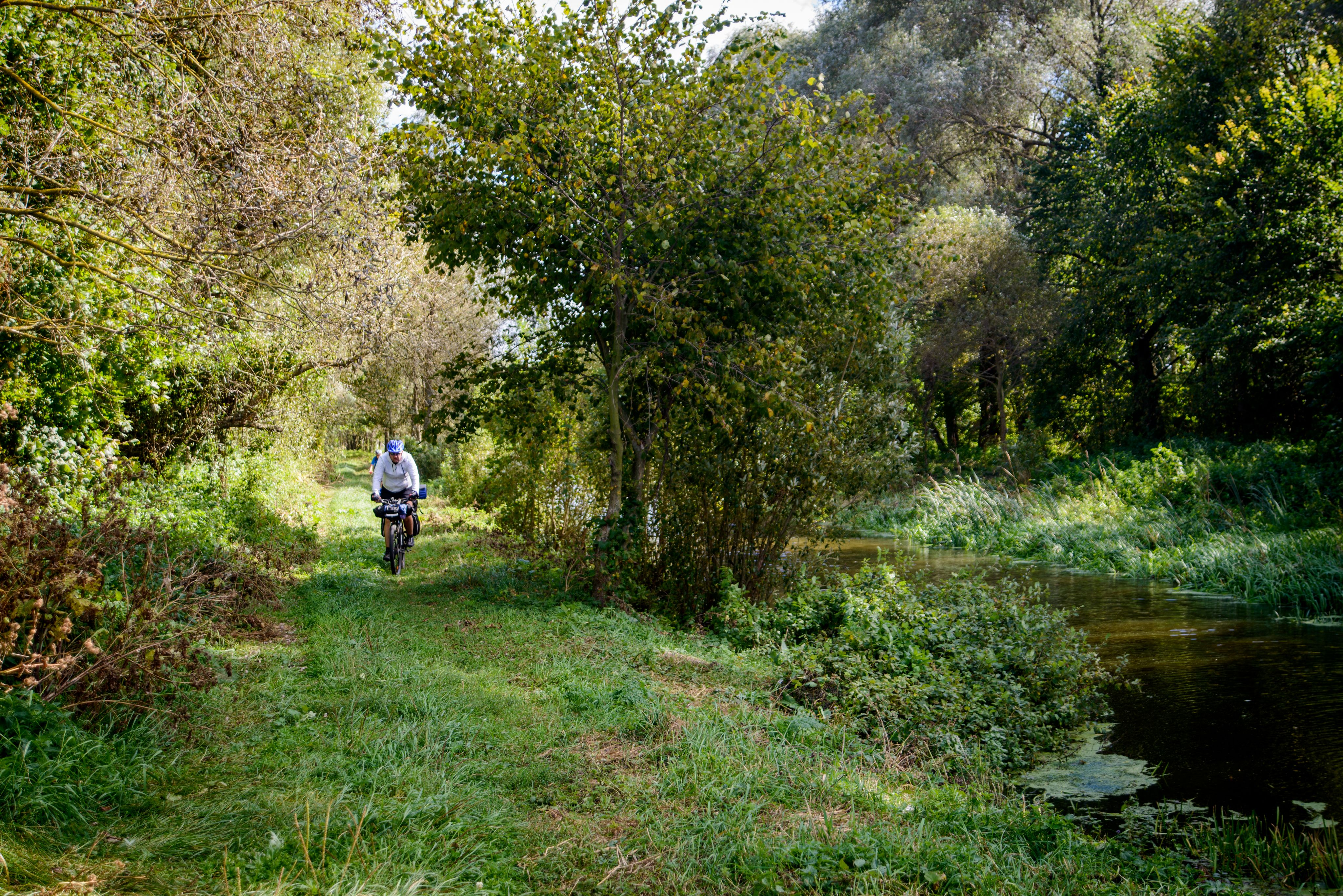
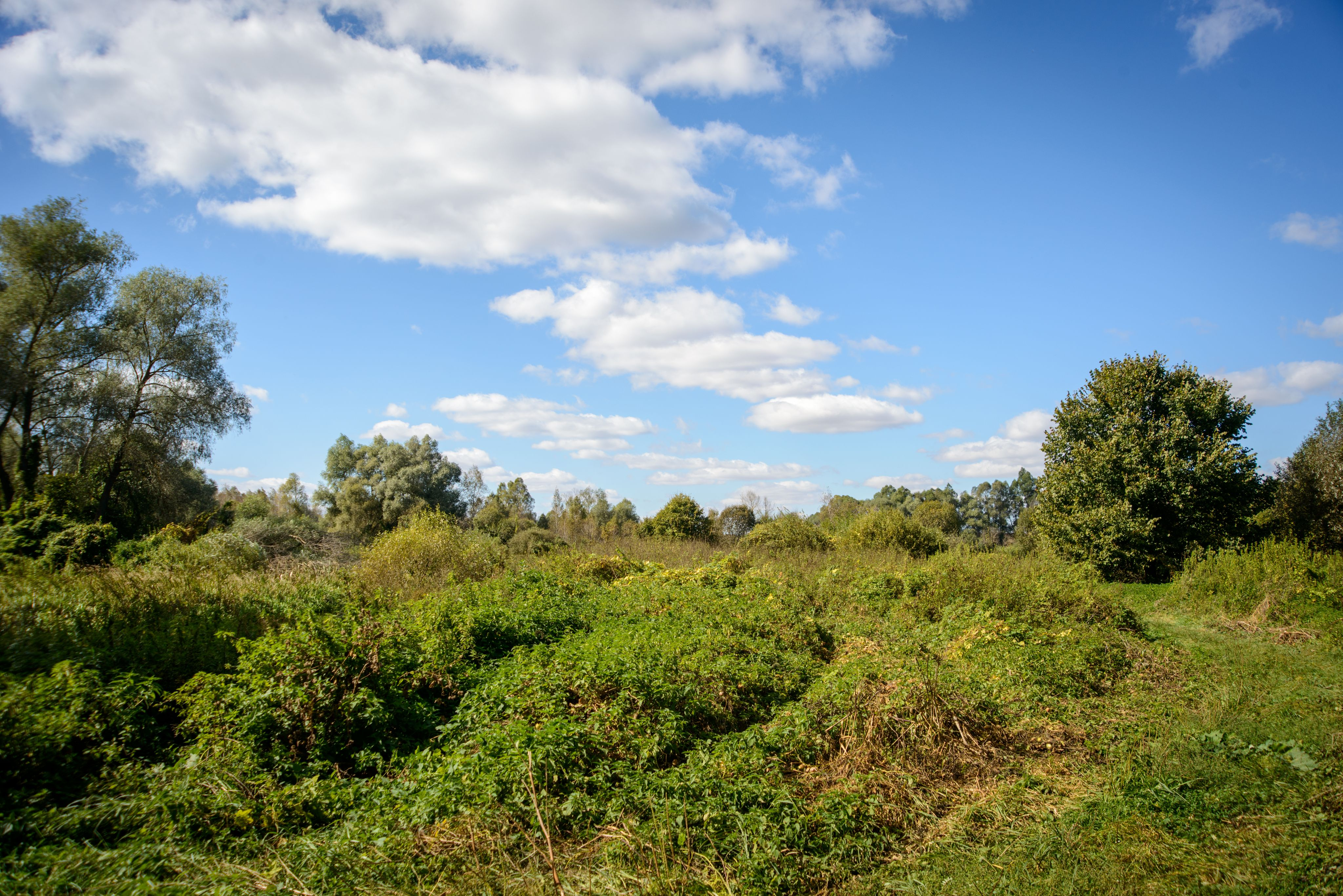
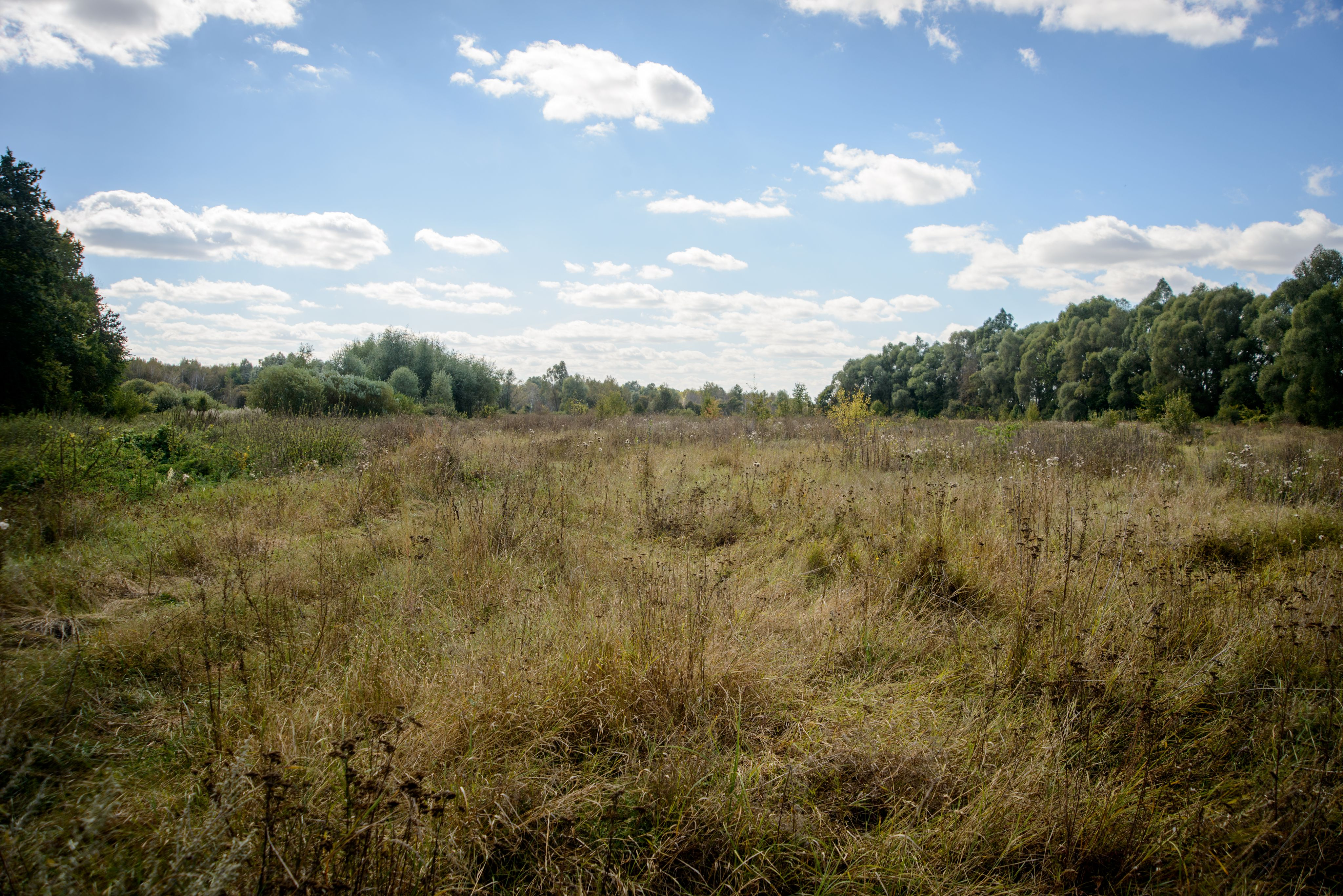
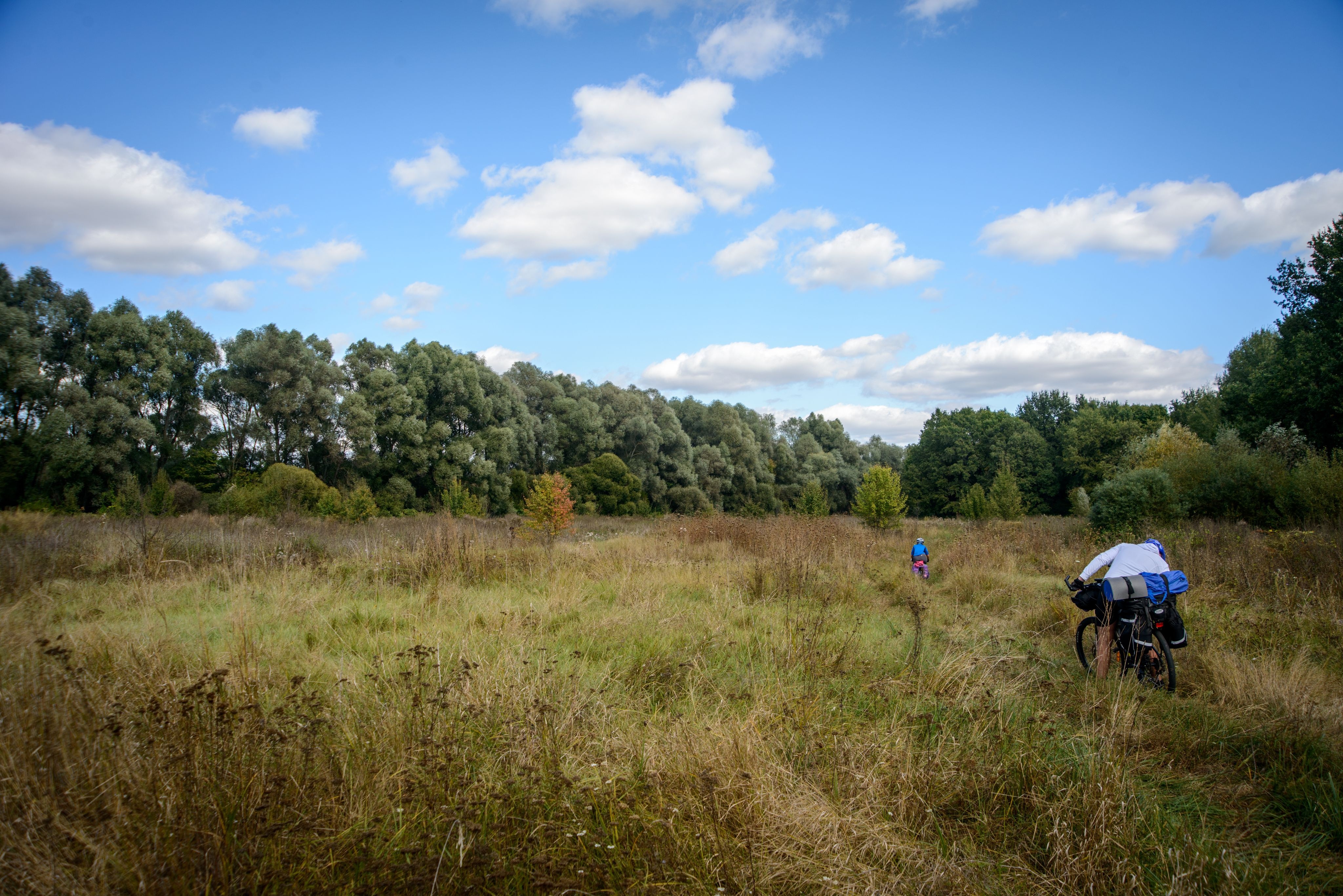
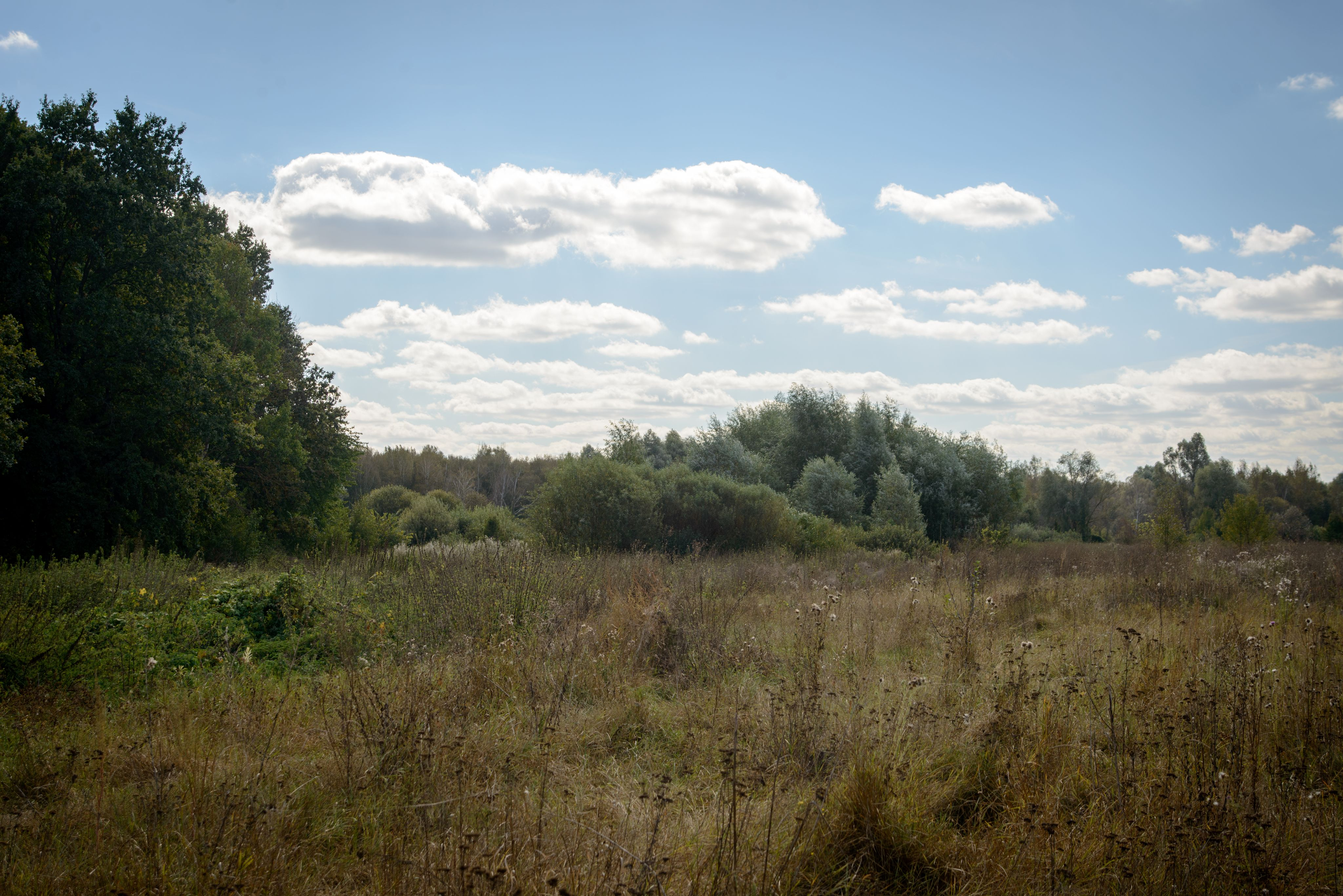
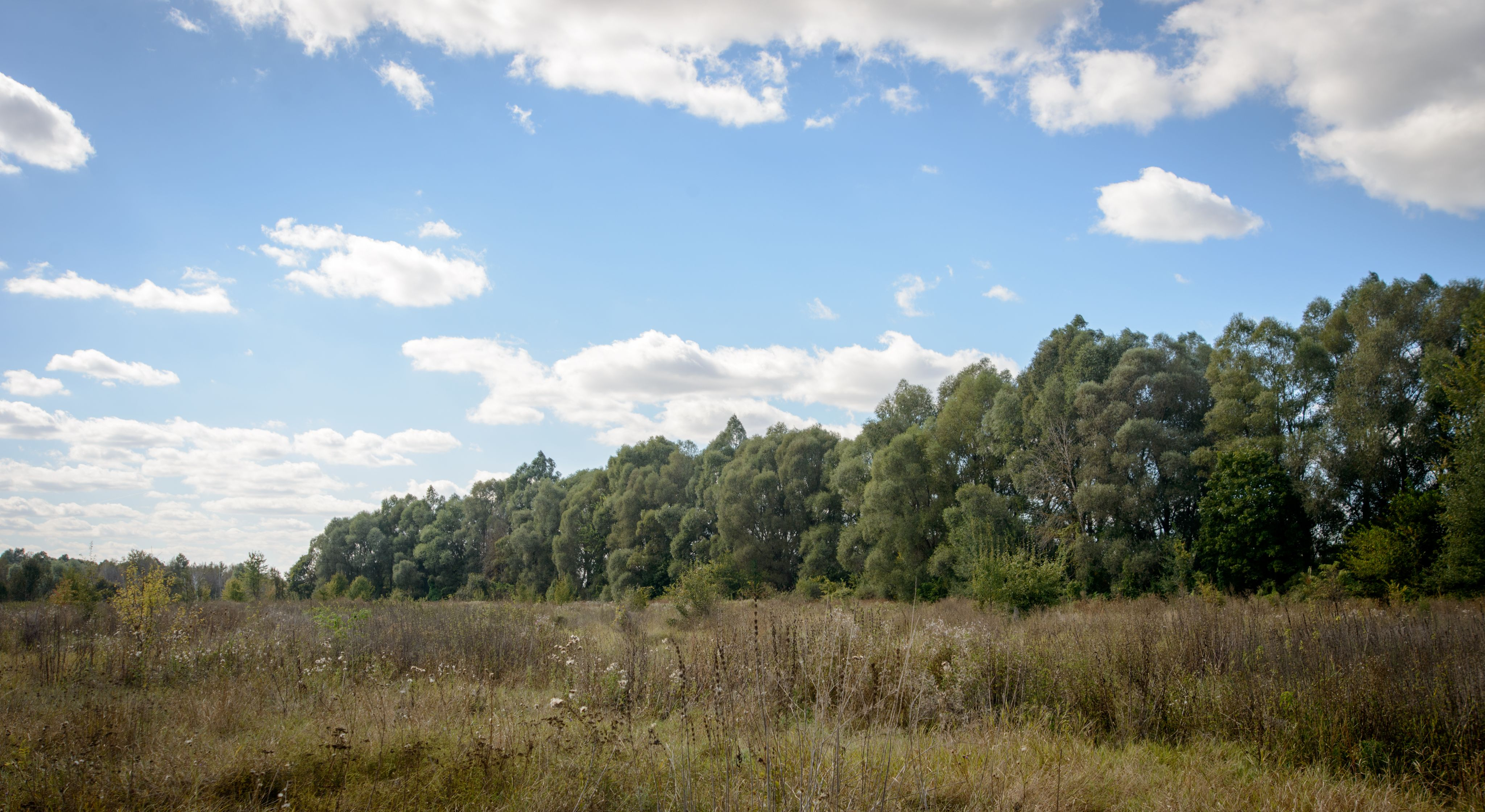
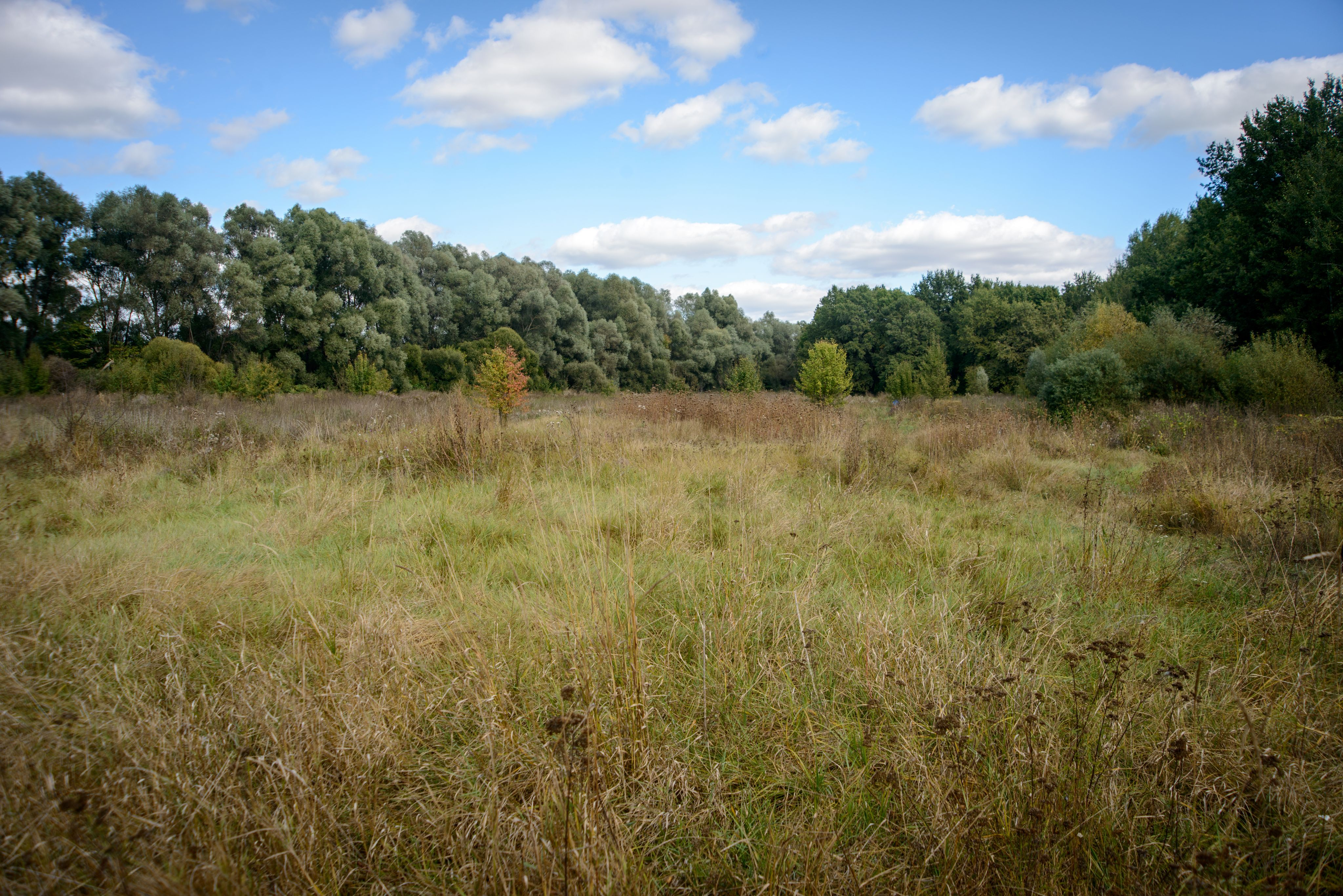
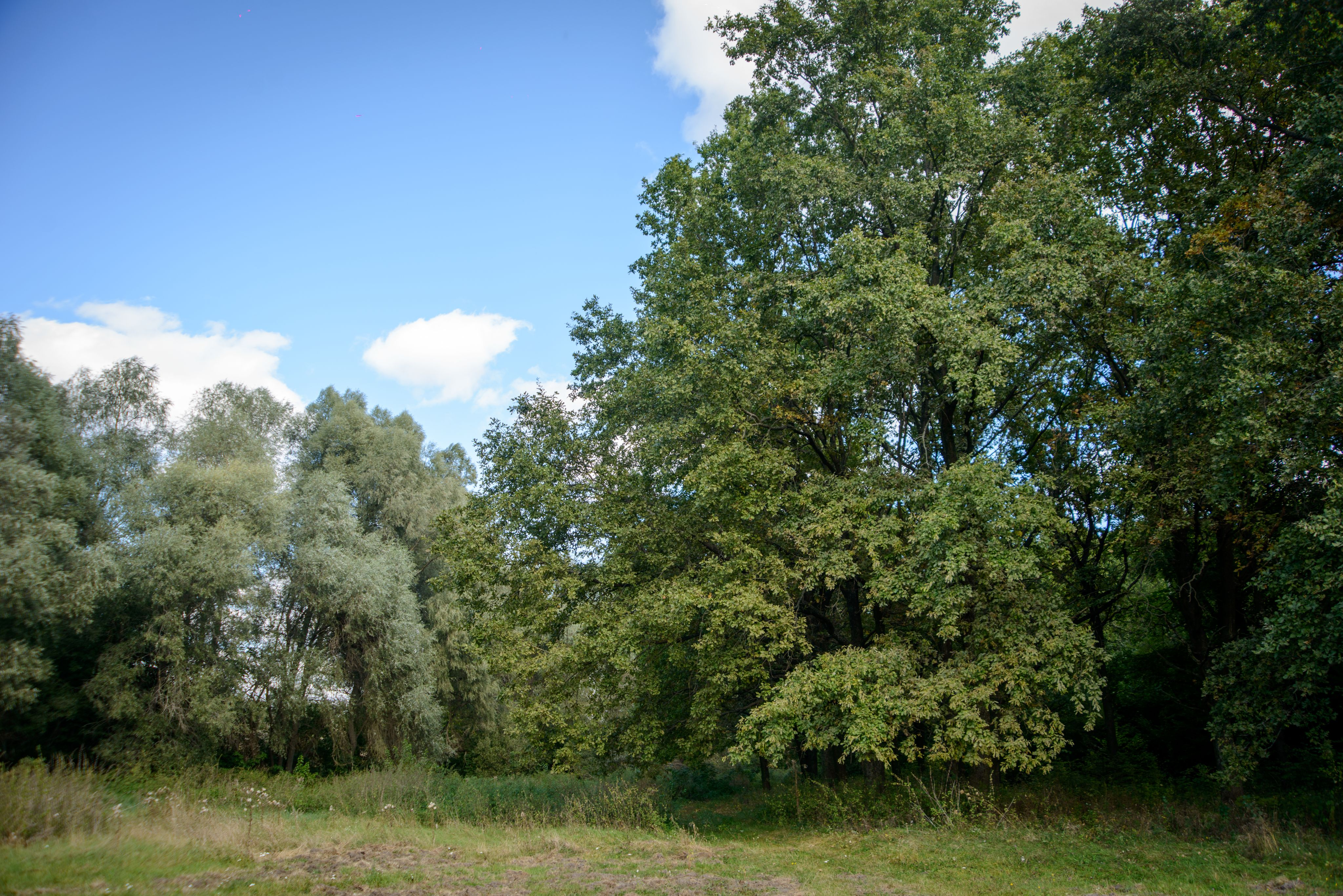
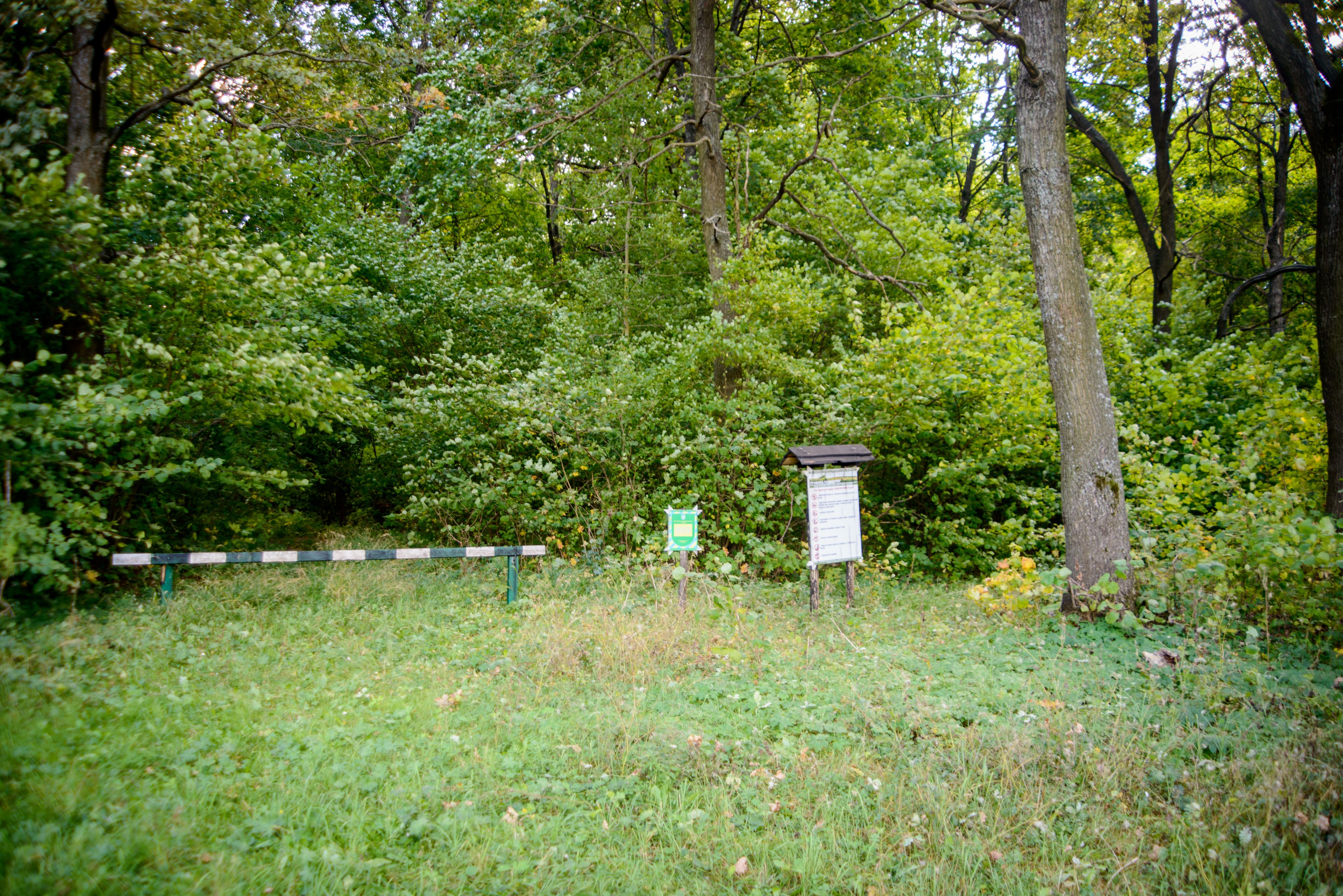
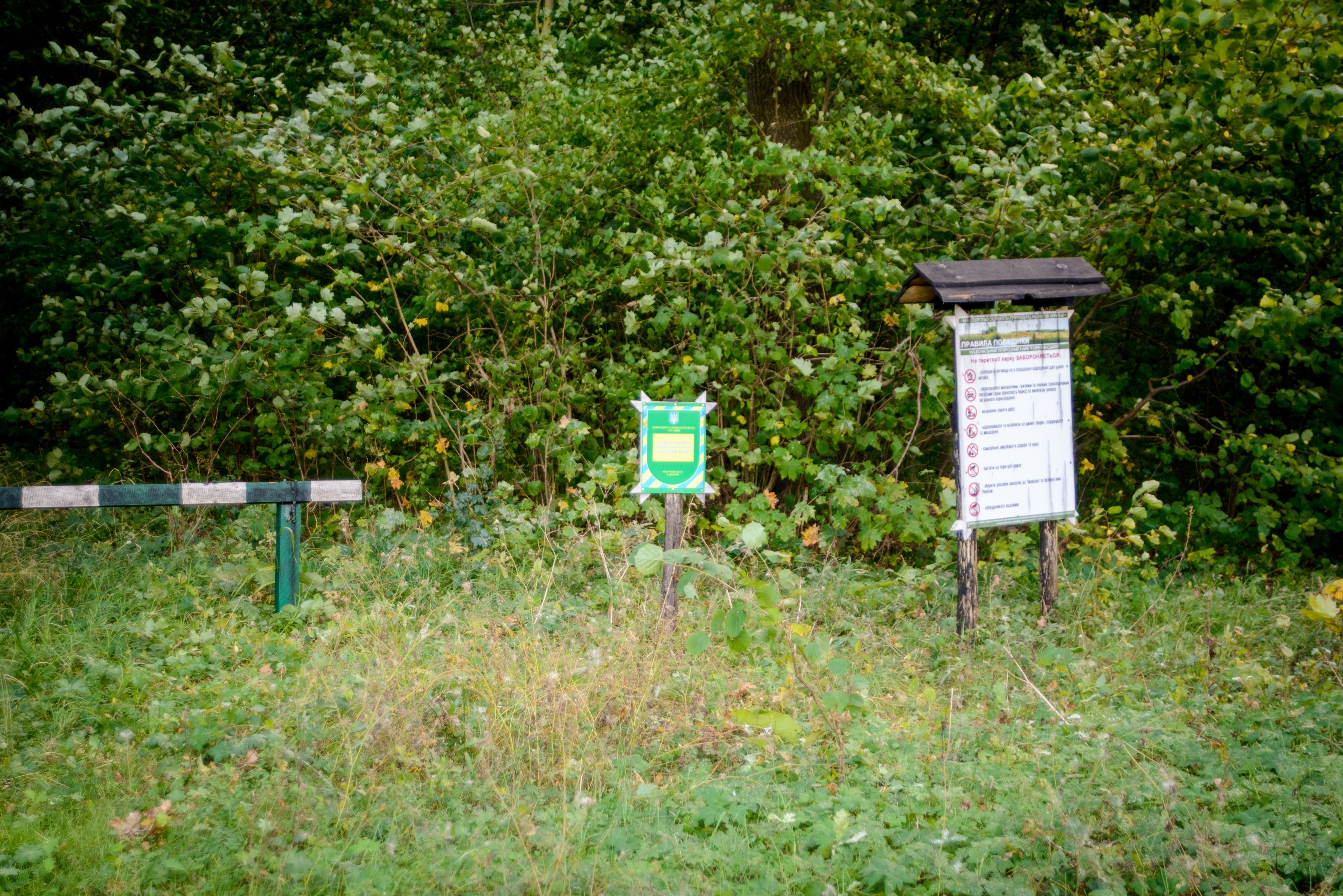
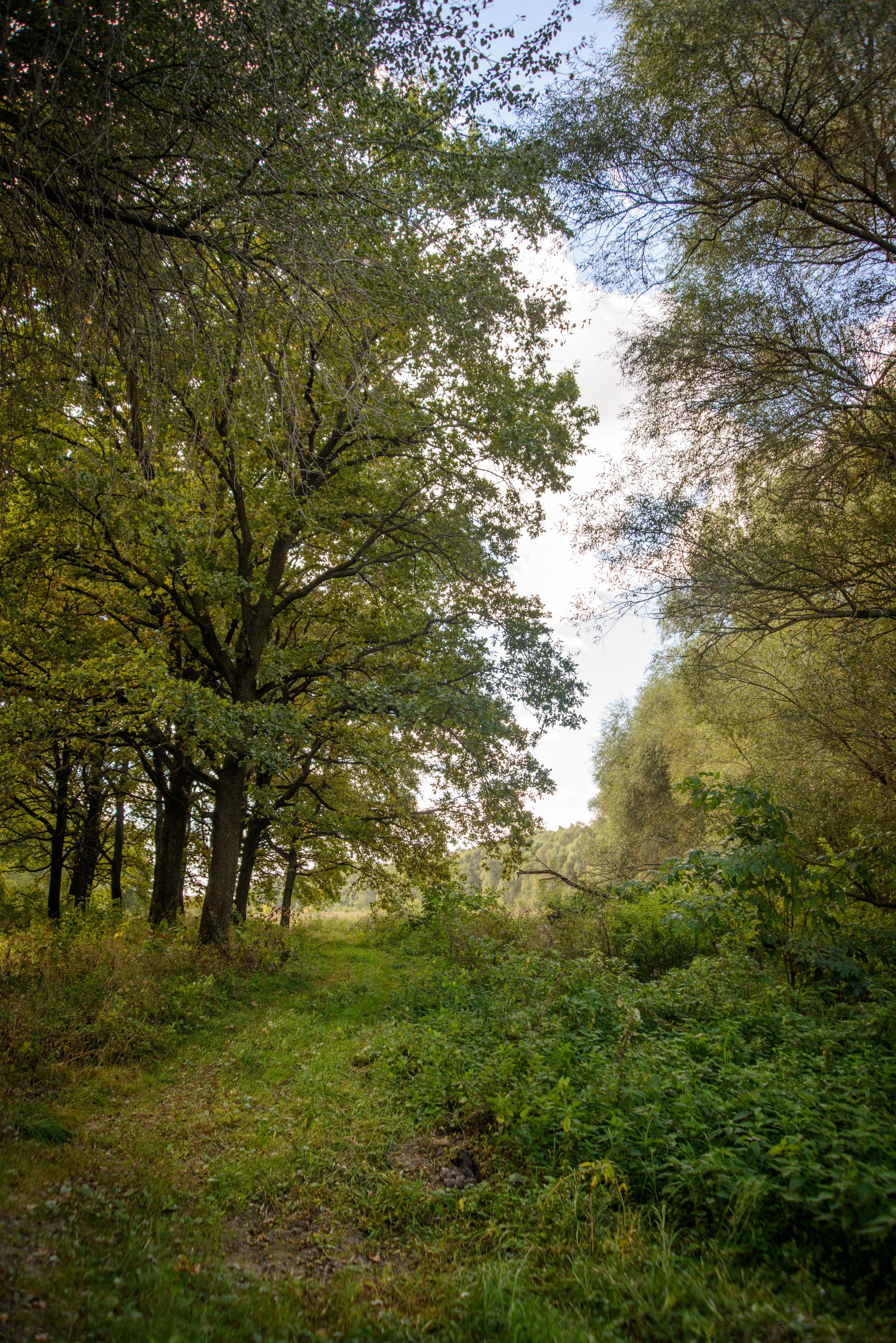
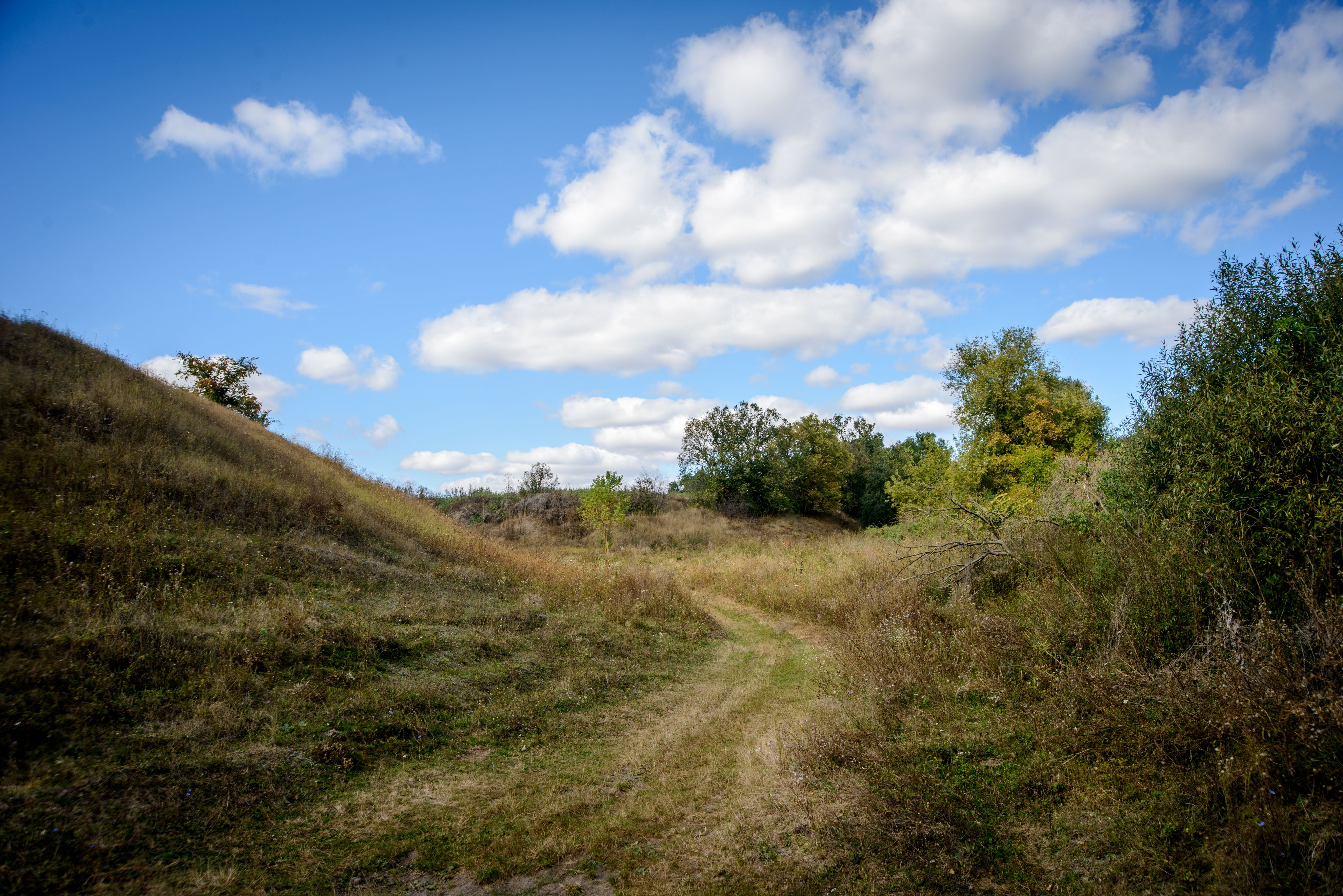
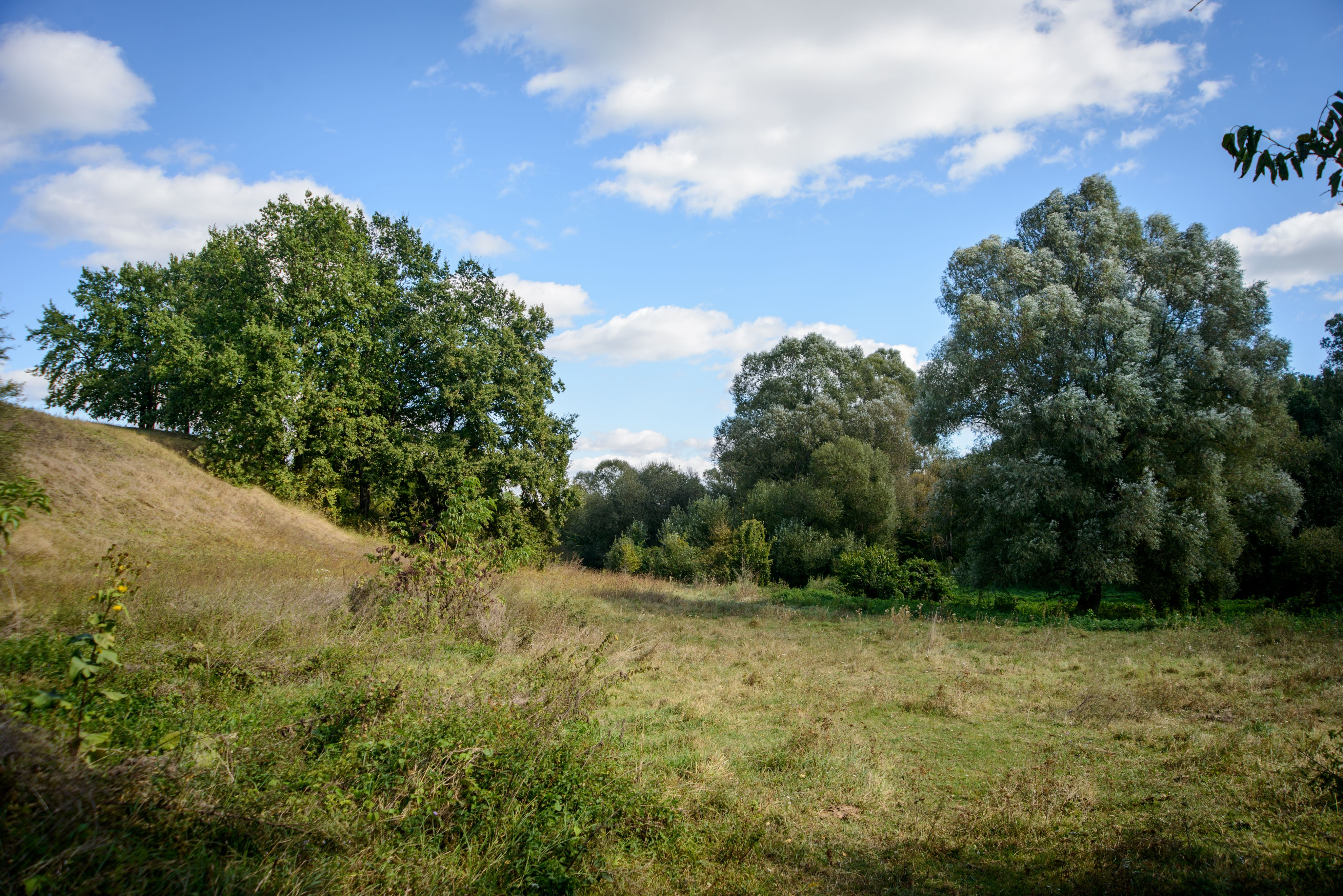
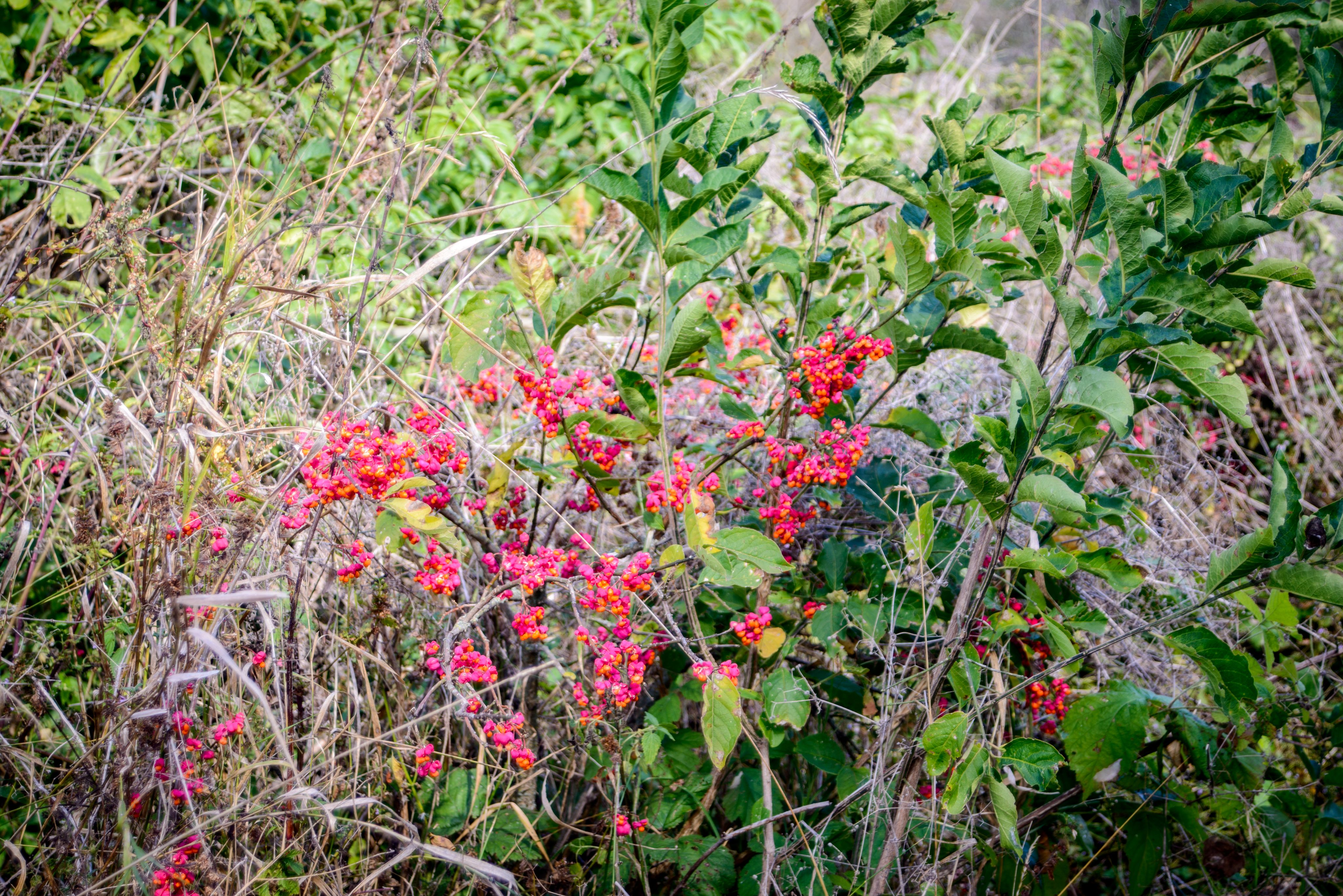
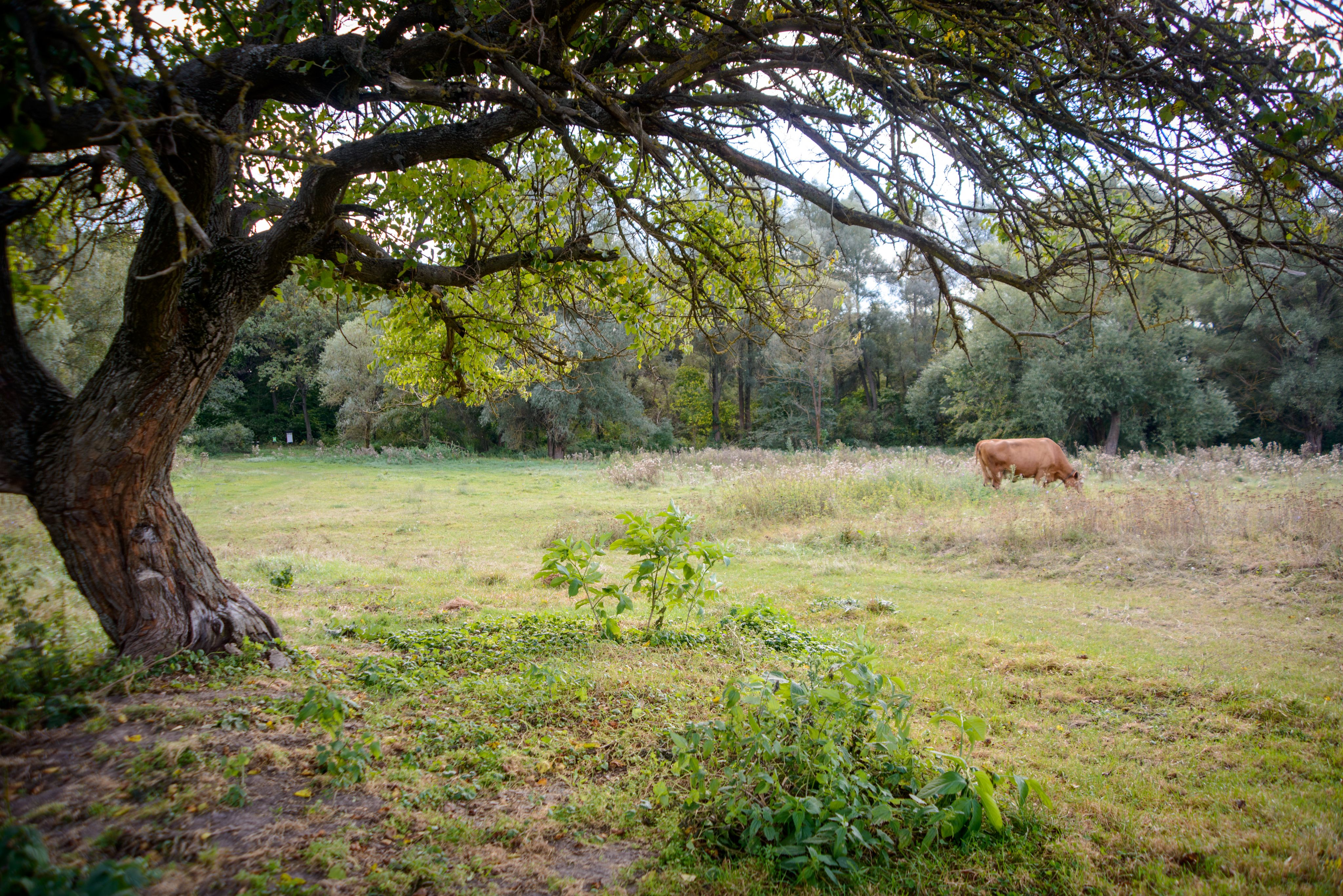
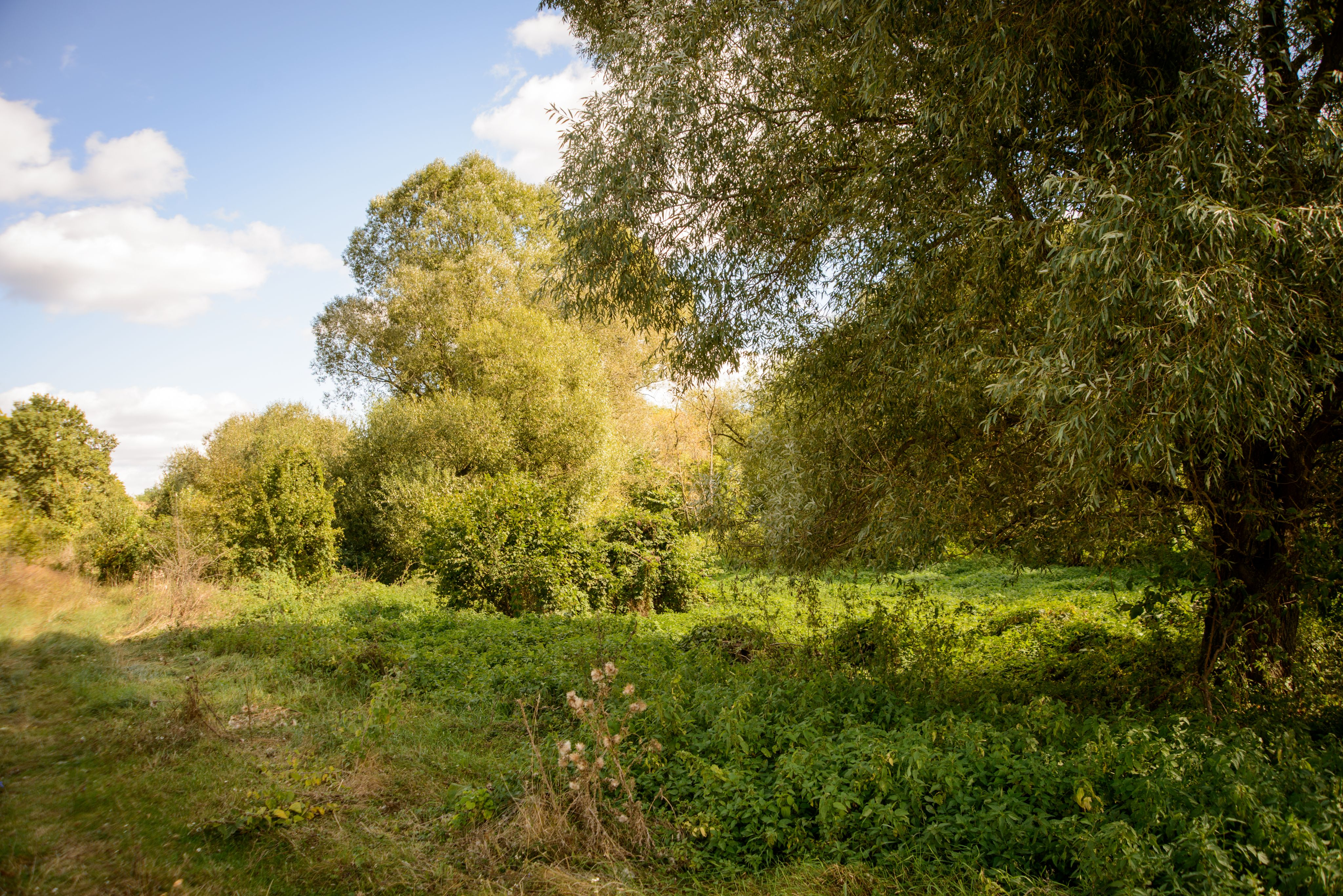
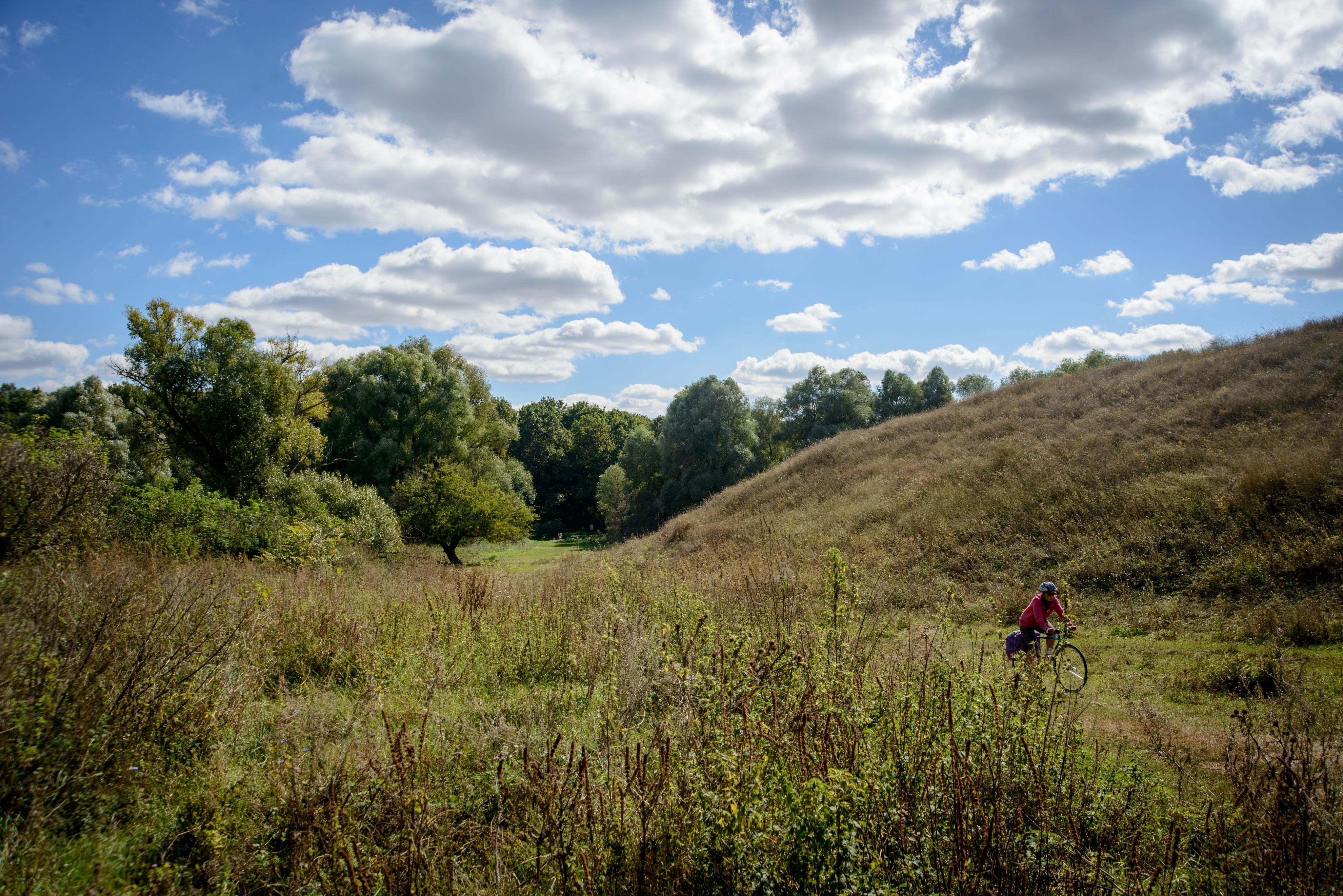
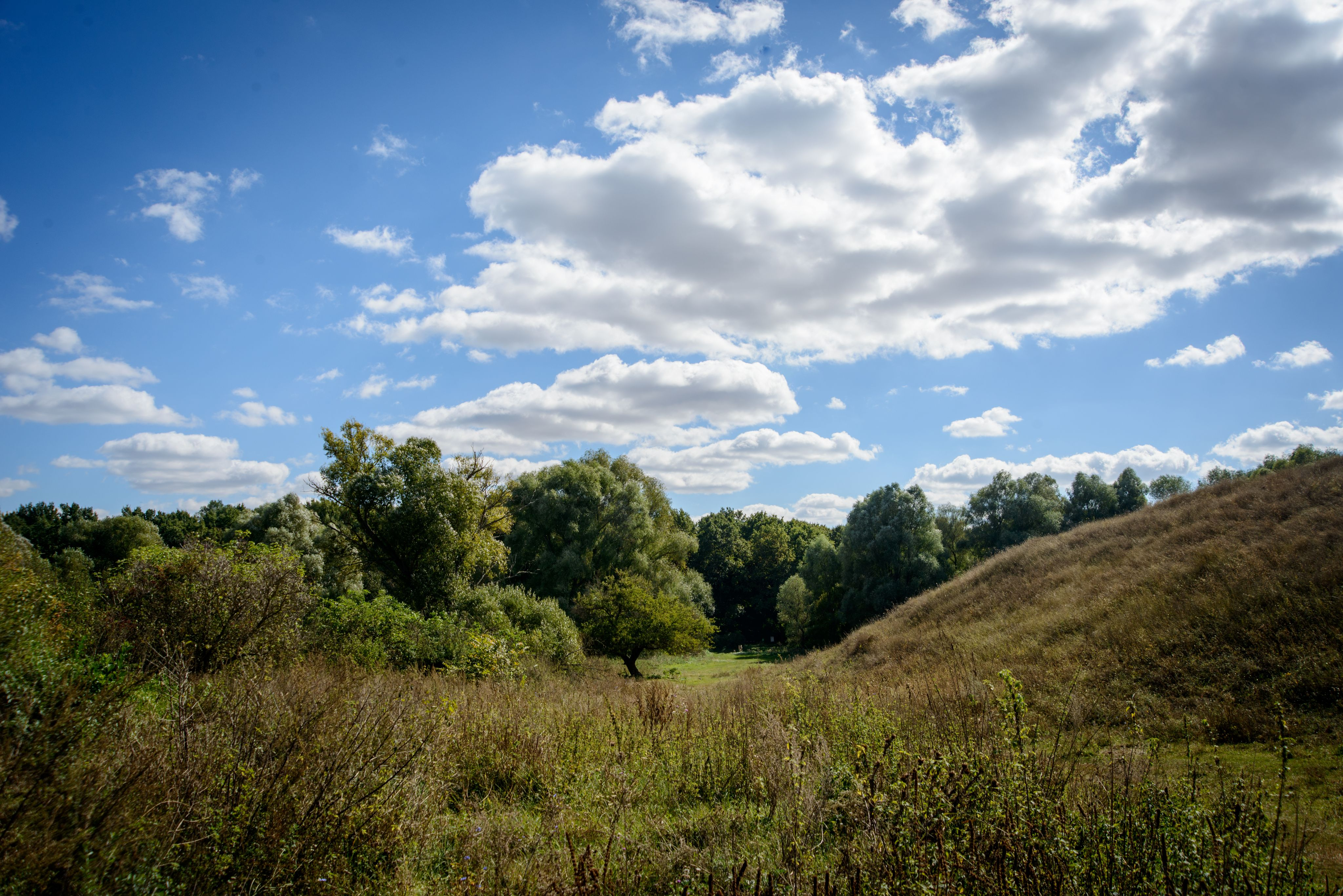
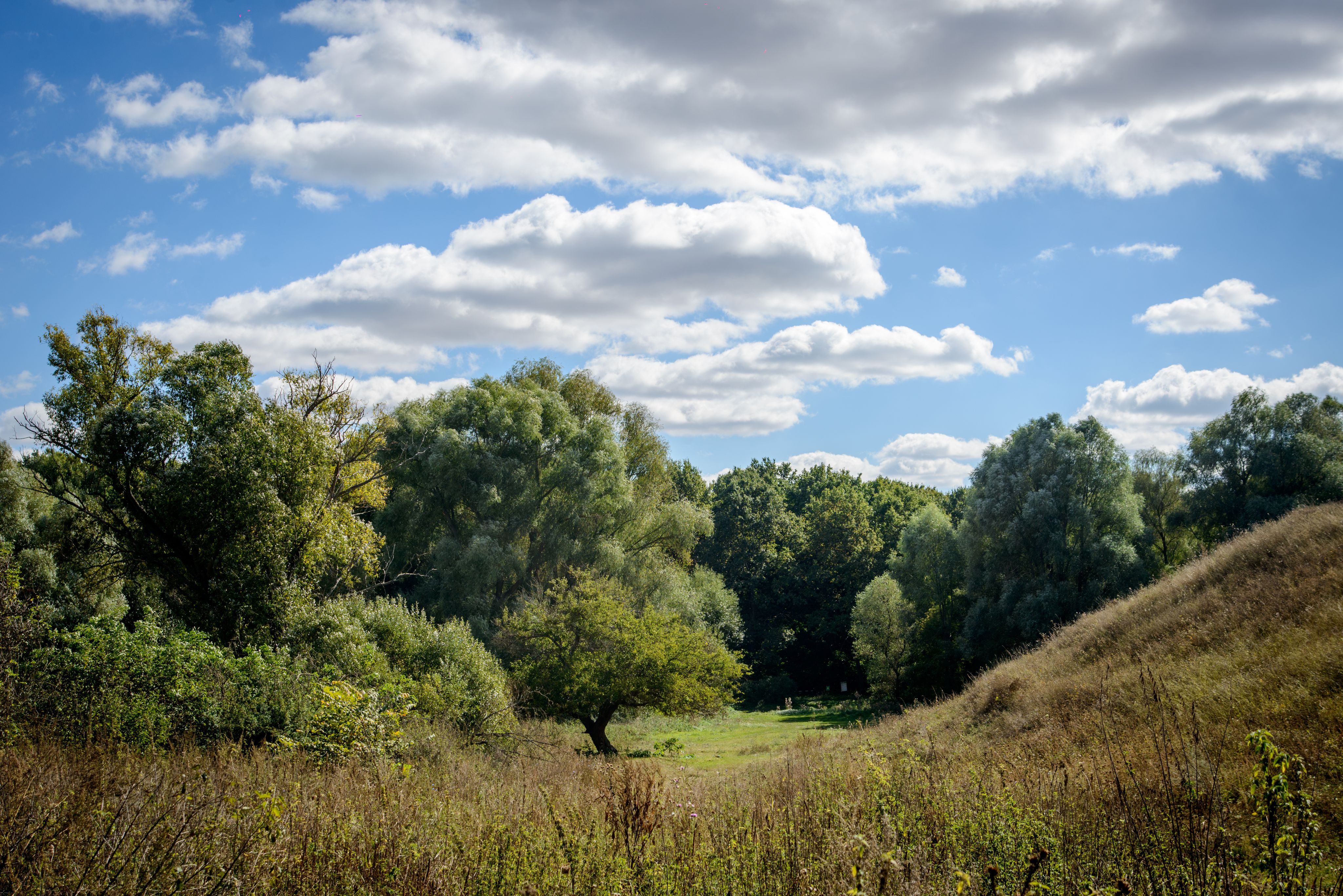